# VISYON
VISYON (Variables Intelligentes Synchrones Optisches Netz) steht für ein Projekt, das in den 1990er Jahren von der Deutschen Telekom im deutschen Telefonnetz, im Ortsnetz, eingeführt wurde. Netzwerkausrüster war vor allem ECI Telecom. Das Konzept sah eine Ringstruktur im Ortsnetz vor, wobei die Netzelemente ADM und Local CrossConnect (LXC) ausschließlich in den vorhandenen Betriebsstellen aufgebaut wurden, und bereits vorhandene Glasfasern benutzt wurden. An diese Netzelemente wurden Kunden mit 2 MBit/s über das Kupferanschlussnetz angeschlossen. Höhere Bandbreiten erforderten einen Terminal-Multiplexer beim Kunden, der nur über eine Glasfaseranbindung realisiert werden konnte. Am LXC war ein Übergang auf das Weitverkehrsnetz (Backbone) vorhanden, das ebenfalls in einer SDH-Ringstruktur aufgebaut wurde.
Die Technologie basierte auf den ersten Standards der Synchronen Digitalen Hierarchie. Auf einen Doppelring wurde jedoch weitgehend verzichtet, die Kundenverbindungen wurden mittels SNCP vor Ausfällen geschützt.
Abgelöst wurde das System von einem neueren SDH-Netz, das in 2 Netzebenen (Region/Backbone) in Deutschland flächendeckend zur Verfügung steht.